# نوبل کورپوریشن
نوبل کورپوریشن (انگلیسی: Noble Corporation) شرکت حفاری آمریکایی بریتانیایی است، که در سال ۱۹۸۵ تأسیس شد.